# Ritmuri spaniole (film)
Ritmuri spaniole (titlul original: în spaniolă Pero... ¿en qué país vivimos?, în ro: Dar în ce țară trăim?) este un film de comedie muzicală spaniol, realizat în 1967 de regizorul José Luis Sáenz de Heredia, protagoniști fiind actorii Manolo Escobar, Concha Velasco, Gracita Morales și Alfredo Landa.

## Rezumat
Doi candidați cu stiluri foarte diferite participă la un concurs de muzică la televiziune: el, Antonio Torres, reprezintă muzica tradițională și populară spaniolă, ea, „Bárbara”, pe de altă parte, reprezintă ritmurile moderne. Doar unul dintre cei doi poate câștiga concursul.

## Distribuție
- Manolo Escobar – Antonio Torres
- Concha Velasco – Balbina González „Bárbara” (Conchita Velasco)
- Gracita Morales – Rosarito
- Alfredo Landa – Rodolfo Sicilia
- Antonio Ferrandis – D. Braulio
- Joaquín Prat – el însuși
- José María Caffarel – dl. Gonzálvez
- Tomás Blanco – comisarul
- Emiliano Redondo – Michel
- Adriano Domínguez – prietenul lui Antonio la casa de discuri
- Ricardo Canales –
- Enrique Vivó – dl. Canales
- Rafael Hernández – un fan al muzicii spaniole
- Goyo Lebrero – un fan al muzicii ye-ye
- Joaquín Pamplon – dr. Moncayo
- Erasmo Pascual – un fan al muzicii spaniole
- Joaquín Portillo 'Top' – (ca Joaquín Portillo)
- Emilio Alonsov – dl. Canales
- Luis Rivera –
- David Areu –
- Francisco TorresvSelf –  (ca Paco Torres)
- Adolfo Torradov –
- Baldomero García Escobarv – el însuși
- Salvador García Escobar – el însuși
- Juan Gabriel García Escobar – el însuși
- Los Stop – ei înșiși ca formație muzicală

## Melodii din film
Cântecele interpretate de Manolo Escobar:
- Mirala, Mirala (Juan Gabriel - G. Escobar)
- Besos y flores (Alejandro Cintas - Maestro Jaen)
- Mujeres y vino (Alejandro Cintas - Maestro Jaen)
- Zumba Zumbales (Carlos Castellanos)
- Porque te quiero (Peralta y Monreal)
- La morena de mi copla (Jofre de Villegas - C. Castellanos)

Cântecele interpretate de Conchita Velasco:
- Beatnik
- Top Secret
- A tu manera

de Antonio Guijarro și Augusto Alguero